# Ostry Kamień (Żerkowice)
Ostry Kamień lub Dworski Las – skała w Żerkowicach (dzielnica Zawiercia) w województwie śląskim na Wyżynie Częstochowskiej będącej częścią Wyżyny Krakowsko-Częstochowskiej. Znajduje się na północno-zachodnim krańcu Dworskiego Lasu, w odległości około 1 km na południowy wschód od skrzyżowania drogi krajowej nr 78 z drogami do Kiełkowic i Skarżyc. Do Ostrego Kamienia można dojść drogą polną odgałęziającą się od drogi nr 78 ze skrzyżowania w Żerkowicach do Kiełkowic. Droga ta w obrębie lasu biegnie tuż obok parowu. Po jej zachodniej stronie znajduje się niewidoczny z drogi Ostry Kamień, a po wschodniej widoczna z drogi Borsucza Skała.
Ostry Kamień znajduje się w rzadkim lesie, ma wysokość 18 m, zbudowany jest z twardych wapieni skalistych i silnie skorodowany. Ma ściany połogie lub pionowe, są na nim kominy, filary i zacięcia. W 2018 roku wspinacze skalni poprowadzili na nim 8 dróg wspinaczkowych o trudności od V do VI.4 w skali Kurtyki. Jedna z nich prowadzi kominem, 6 dróg ma zamontowane stałe punkty asekuracyjne w postaci ringów (r), starych spitów (s) i stanowisk zjazdowych (st). Są też 3 projekty. Skała jest wspinaczkowo średnio popularna.

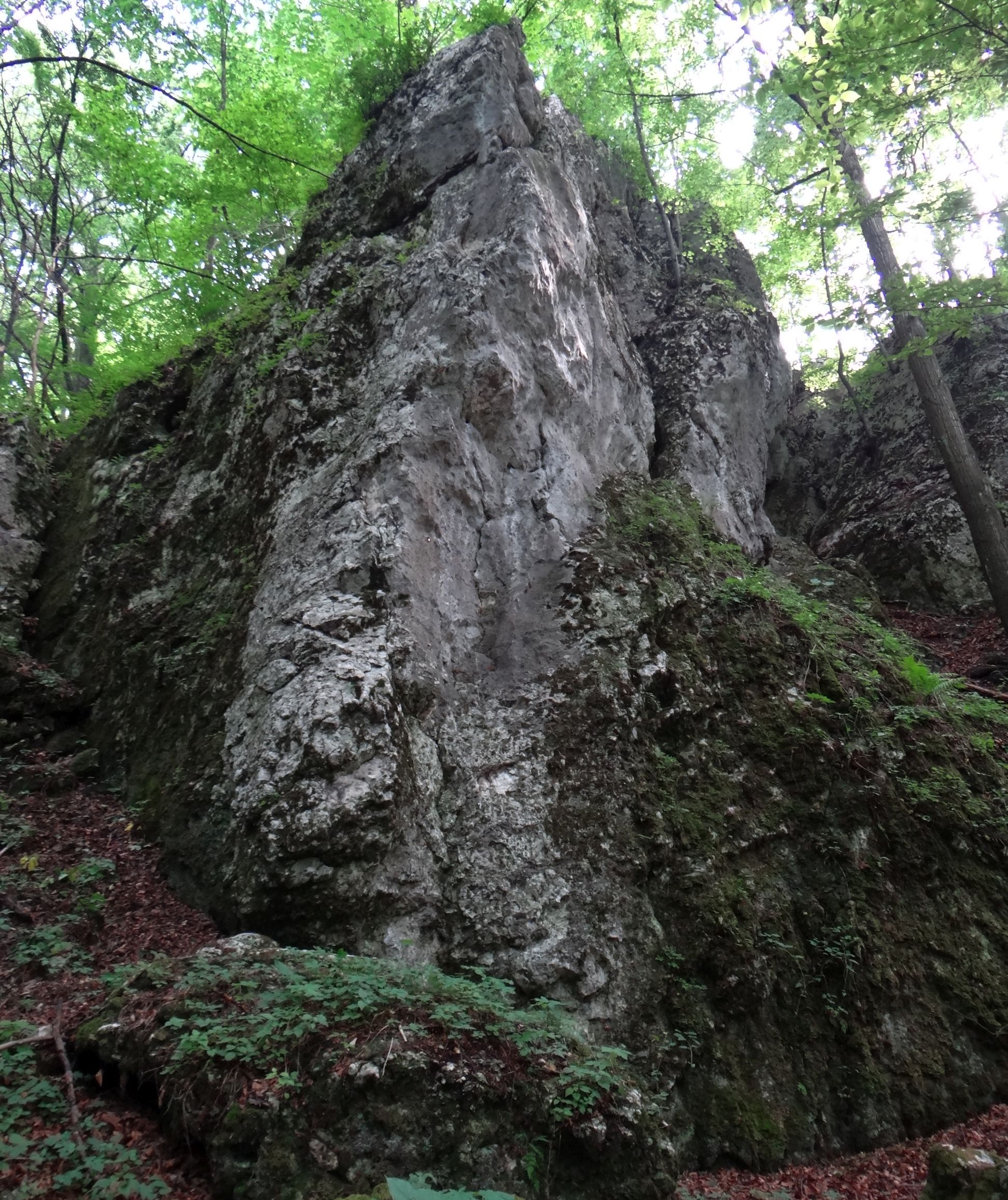
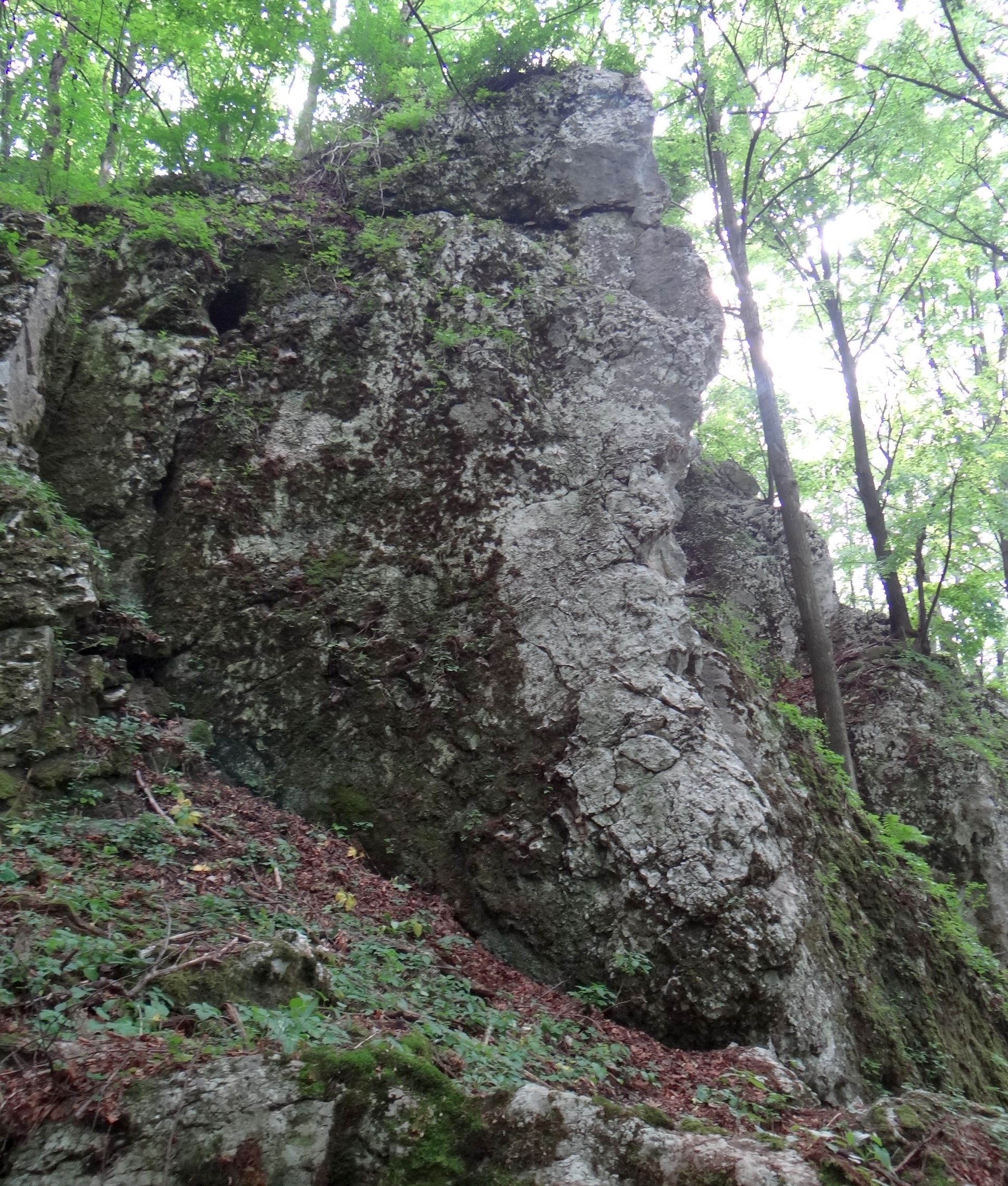
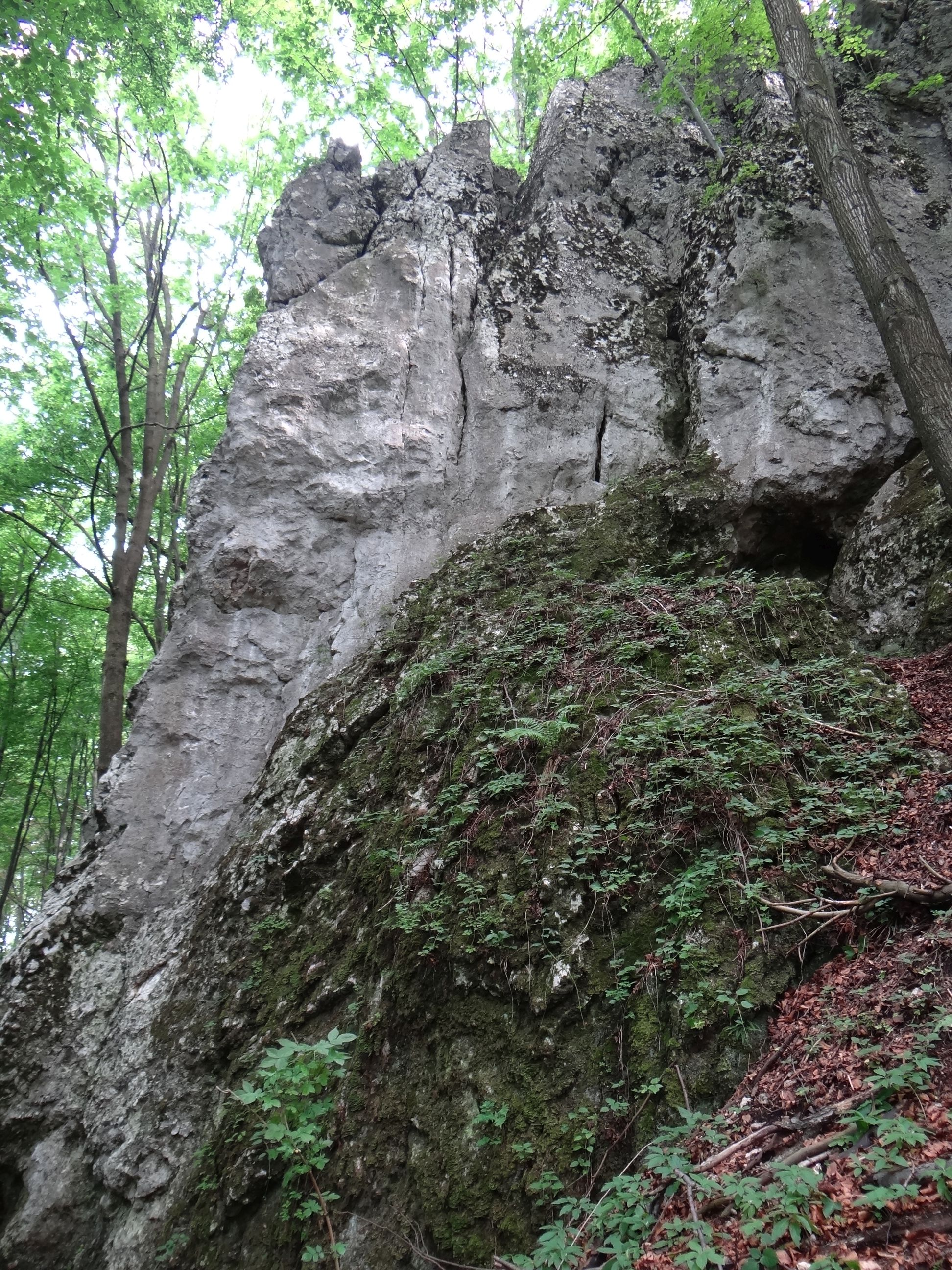
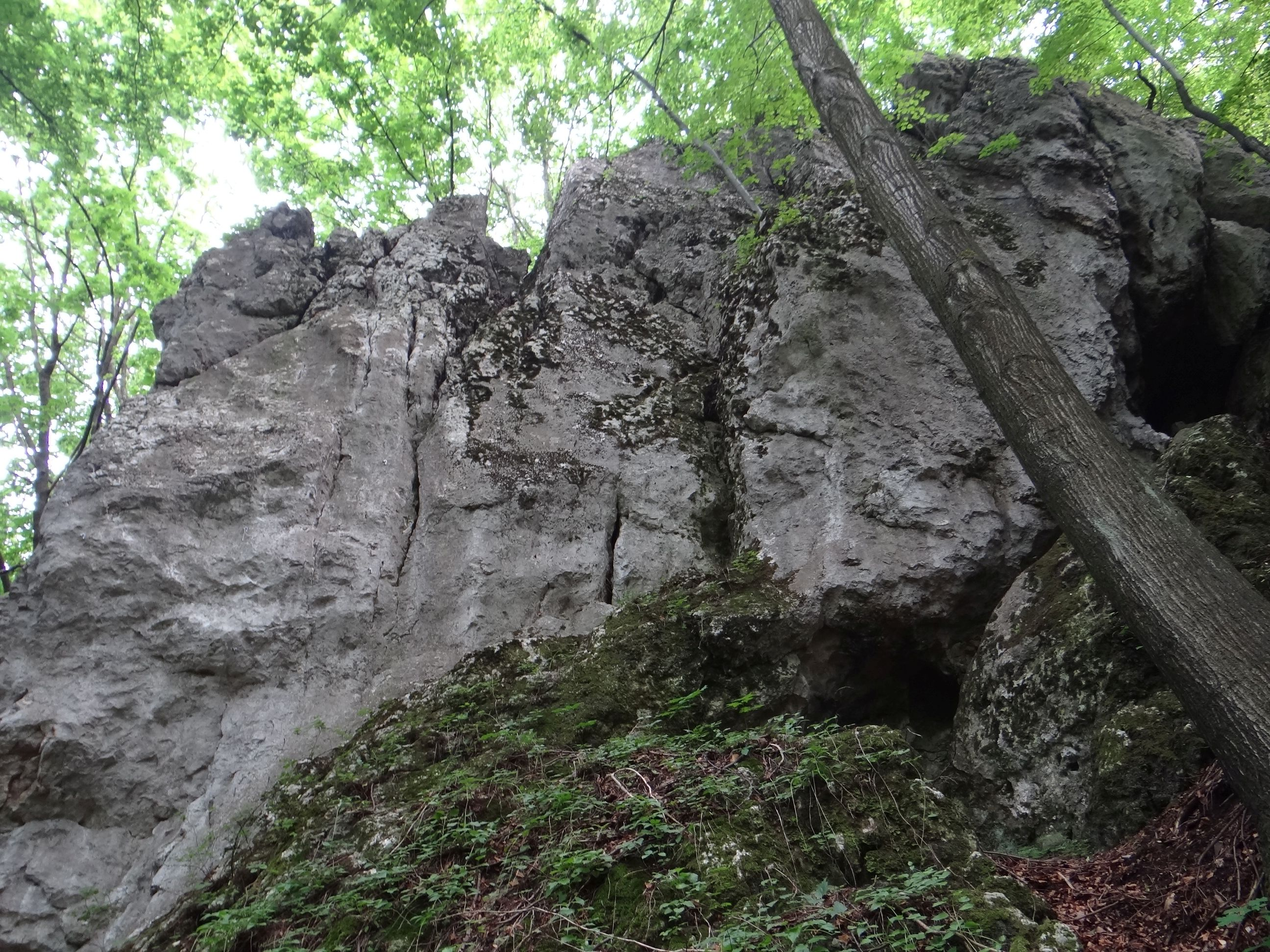

## Drogi wspinaczkowe
1. Projekt; 4r
2. Dworski Las; V (wspinaczka tradycyjna)
3. Rainforest; VI.3, 7r + st
4. Projekt
5. Krzyż żelazny; VI.4, 7r + st
6. First Ascend, First Blood; VI.3+, 7r + st
7. Projekt
8. Huragan Kathrina; VI.3+, 6r + st
9. Blok rysunkowy; V+, 5r + st
10. Średniodystansowiec; V
11. Runmagedon; VI.1+, 2 r + 4s + st[1].